# Суханай-Байбет
Суханай-Байбет — деревня в Качугском районе Иркутской области России. Входит в состав Качугского муниципального образования. Находится примерно в 13 км к востоку от районного центра.

## Население
По данным Всероссийской переписи, в 2010 году в деревне проживало 9 человек (3 мужчины и 6 женщин).